# Pseudosciara forceps
Pseudosciara forceps là một ruồi trong họ Sciaridae, thuộc chi Pseudosciara. Loài này được Pettey miêu tả khoa học đầu tiên năm 1918.